# モフェット山
モフェット山とは、アメリカアラスカ州アリューシャン列島のアダック島にある成層火山で、島の最高峰である。標高は1196m。

## 地質
高アルミナ、玄武岩、安山岩によって構成されている。

## 由来
1936年、アメリカ海軍のウィリアム・A・モフェット少将(1933年飛行船墜落事故により殉職)にちなんでアメリカ海軍によって命名された。

## その他
かつては山麓にリフトがあり、時折この山でスキーが行われていた。